# Pęta małżeńskie
Pęta małżeńskie – amerykański telewizyjny thriller z 2001 roku.

## Treść
Eva Robins dowiaduje się o zdradzie męża, Teda. Za karę przykuwa go za karę łańcuchem do słupa w piwnicy. 

## Obsada
- Sheryl Lee - Eve Robbins
- Anthony Michael Hall - Ted Robbins
- Alex Carter - detektyw Cary Grant